# Guardiamarina
Il grado di guardiamarina (esemplato sul termine di lingua francese garde-marine, che è propriamente una forma abbreviata di soldat o officier de la garde marine) è nella Marina Militare di molti paesi del mondo, nella maggior parte dei casi l'ufficiale di marina di grado più basso o un grado degli aspiranti ufficiali o degli ufficiali designati omologo dell'aspirante guardiamarina della Marina Militare Italiana. il termine è diffuso soprattutto nelle lingue romanze, compreso il francese garde-marine, lo spagnolo guardiamarina, il portoghese guarda-marinha e l'italiano guardiamarina.

## Storia
Guardiamarina è un termine di origine francese, contrazione di "garde de la marine" che designava, dal 1670 al 1786 i giovani di nobile famiglia che svolgevano un corso di formazione per diventare ufficiali di marina.
Il termine "gardes de la marine" o "gardes de marine", noto anche come "garde-marines" o "garde-marine" risale a Richelieu nel 1670. In Francia non è più utilizzato dalla chiusura delle compagnie di "gardes de la marine" nel 1786 da parte dell'ammiraglio Charles Eugène Gabriel de la Croix de Castries.
In Francia, l'organizzazione ufficiale della formazione iniziale degli ufficiali della marina reale trovò origine nella creazione da parte di Richelieu, nel 1626, di una compagnia di arcieri nota come "Guardie del Cardinale", che, nel 1627, prese il nome di "guardie del Gran Maestro della Navigazione".
Nel 1669 durante il regno di Luigi XIV, una prima riorganizzazione venne attuata da Colbert che creò le “"Compagnie delle Gardes de la marine", riservate solo ai giovani nobili per servire il re nelle Gardes de la Marine. Il concetto di Gardes è stato preso in prestito dalle varie unità di guardie all'interno della Maison militaire del Re e nello stesso anno, con lo stesso spirito, venne creata una formazione specifica per le galere: "Guardie del Regio Stendardo delle Galee" (francese: Gardes de l'Étendard réal des galères). L'addestramento avveniva principalmente a terra e si concentrava sull'esercitazione militare e sulla teoria piuttosto che sulle abilità pratiche nell'artiglieria, nella navigazione e nell'arte marinaresca. Qualche anno dopo, intorno al 1680, fu suo figlio Jean-Baptiste Colbert de Seignelay a strutturare questa formazione, con la creazione di un programma dettagliato su un periodo da quindici a venticinque anni compresi periodi di imbarco, in particolare su tre fregate e nel 1686 queste guardie furono organizzate in compagnie di cadetti nei porti di Brest, Rochefort e Tolone. Nel 1689 la formazione passò sotto la responsabilità dei Gesuiti. 
Il 18 novembre 1716, sotto il regno di Luigi XV. Nel mese di dicembre il Re decise che le guardie di bandiera, oltre all'imbarco sulle navi della Marine royale, avrebbero potuto d'ora in poi imbarcarsi, in tempo di pace, su navi commerciali e in tempo di guerra su navi corsare. Limitando il corpo degli ufficiali francesi ai membri della nobiltà, non c'erano abbastanza guardie per equipaggiare tutte le navi in caso di guerra. Per colmare tale lacuna, i volontari furono temporaneamente reclutati dal servizio mercantile e furono autorizzati a ricoprire un grado permanente nella marina a partire dal 1763. Questi ufficiali professionisti indossavano uniformi blu per distinguerli dalle Gardes de la Marine che indossavano uniformi rosse. La volontà di rimettere in discussione il criterio della nobiltà, fino ad allora essenziale per l’ammissione come allievo ufficiale di marina, portò alla creazione della breve Scuola Reale della Marina di Le Havre (1773-1775), fondata per diventare l'unica scuola di formazione per gli ufficiali di questo corpo. Dopo la rapida soppressione di questa scuola, il loro insegnamento venne nuovamente impartito presso le compagnie della Guardia di Marina.
Il 1º gennaio 1786 Charles Eugène Gabriel de La Croix de Castries mise fine alla storia delle "Gardes de la Marine" creando gli "Elèves de la Marine" con scuole a Brest, Rochefort e Tolone, ma soprattutto con un ingresso attraverso un esame. Anche il contenuto della formazione si differenziava con corsi teorici, tenendo conto delle innovazioni tecniche e tecnologiche, alternati con imbarchi in mare.
Dopo la rivoluzione, poiché il termine gardemarine richiamava il periodo monarchico ciò portò alla sua sostituzione con aspirante e successivamente Allievo di Marina (francese: élèves de la Marine). La formazione degli ufficiali di marina francesi contemporanei riflette ancora questa struttura: gli studenti dell'École navale iniziano il loro primo anno come élève-officier, vengono promossi nel secondo anno ad aspirante e nel terzo anno vengono incaricati come Alfiere di vascello di 2ª classe (francese: Enseigne de vaisseau de deuxième classe) grado in uso nella Marine nationale francese e nelle marine dei paesi francofoni, omologo del guardiamarina della Marina Militare Italiana.

## Italia
In Italia è, in ordine gerarchico crescente, il secondo degli ufficiali inferiori della Marina Militare. Corrisponde a quello di sottotenente dell'Esercito Italiano, dell'Aeronautica Militare e dell'Arma dei carabinieri.

Fregio da berretto rigido per ufficiali della Marina Militare, si noti lo sfondo blu sotto la torre e nell'ovale dell'ancoretta

Al grado di guardiamarina (G.M.), si accede nell'Accademia navale da quello di aspirante guardiamarina (A.G.M.), che non ha alcuna corrispondenza nelle altre forze armate italiane, sebbene gli allievi ufficiali del terzo anno dell'Accademia Aeronautica rivestano una qualifica denominata aspirante.
Al grado di guardiamarina si accede anche a conclusione dei corsi per ufficiali in ferma prefissata nel ruolo speciale della Marina Militare (corso AUFP).
Fino al 2004 gli allievi ufficiali di complemento accedevano a questo grado previo superamento del tirocinio di 1ª nomina.
Il guardiamarina, il sottotenente di vascello ed il tenente di vascello costituiscono la categoria degli ufficiali subalterni (o ufficiali inferiori), al di sopra della quale si trova quella degli ufficiali comandanti (o ufficiali superiori) e degli ammiragli.
L'insegna del grado è costituita, sui paramano per le uniformi ordinarie invernali o sulle controspalline per le uniformi operative e quelle estive, da un giro di bitta dorato, sotto il quale un panno (o sottogrado) di diverso colore indica il corpo di appartenenza:
- nero - Corpo di stato maggiore;
- amaranto - Corpo del genio navale;
- marrone - Corpo delle armi navali;
- arancione - Corpo del genio delle infrastrutture;
- blu/verde - Corpo sanitario militare marittimo;
- rosso - Corpo di commissariato militare marittimo;
- grigio - Corpo delle capitanerie di porto - Guardia costiera.

Il codice di equivalenza NATO è OF-1.
Ci si rivolge al guardiamarina chiamandolo «signore». È sostantivo maschile (il guardiamarina).

Il distintivo per paramano dell'uniforme ordinaria invernale
Il distintivo per controspallina delle uniformi ordinaria e di servizio estiva

### Regia Marina
Nel Regno di Sardegna esistevano due gradi distinti di Guardiamarina: guardia-marina di 2ª classe e guardia-marina di 1ª classe. I guardia-marina di 2ª classe indossavano le controspalline da cadetto mentre i guardia-marina di 1ª classe da sottotenente. Dopo la costituzione del Regno d'Italia con l'unificazione italiana nella Regia Marina che aveva ereditato le tradizioni della Marina Sarda, venne soppresso il grado di guardia-marina di 2ª classe e nel 1878 con il Regio decreto nº 4610 del 3 dicembre 1878, che riordinava il personale della Regia Marina Militare il grado di guardiamarina prese il posto del grado di guardia-marina di 1ª classe.

Distintivo per paramano (1861-1878)
Distintivo per paramano dal 1878

## Negli Stati Uniti d'America e nel Regno Unito
Il grado di alfiere (ingl. ensign) è, negli Stati Uniti d'America, il più basso grado tra gli ufficiali della Marina e della Guardia costiera, corrispondente al grado di sottotenente (second lieutenant) dell'Esercito americano, dell'Aeronautica e nel Corpo dei Marine. Il grado di Ensign è inferiore a quello di tenente di rango inferiore (ingl. Lieutenant Junior Grade), corrispondente a quello di tenente di esercito e aviazione e Marines.

L'insegna per paramano dell'uniforme ordinaria invernale, la controspallina estiva e distintivo da colletto della US Navy
L'insegna per paramano dell'uniforme ordinaria invernale, la controspallina estiva e distintivo da colletto della US Coast Guard

## Regno Unito
Nella Royal Navy il grado corrispondente è Midshipman, corrispondente al Second lieutenant del British Army e dei Royal Marines e al Pilot officer della Royal Air Force.

controspallina da Midshipman della Royal Navy
distintivo per colletto da Midshipman della Royal Navy.

## Argentina
Nell'Marina Argentina il grado di guardiamarina corrisponde nella Marina Militare al grado di aspirante guardiamarina, mentre il grado corrispondente al grado italiano di guardiamarina è Teniente de Corbeta.
Distintivi di grado di Teniente de corbeta e di Guardiamarina della Armada Argentina

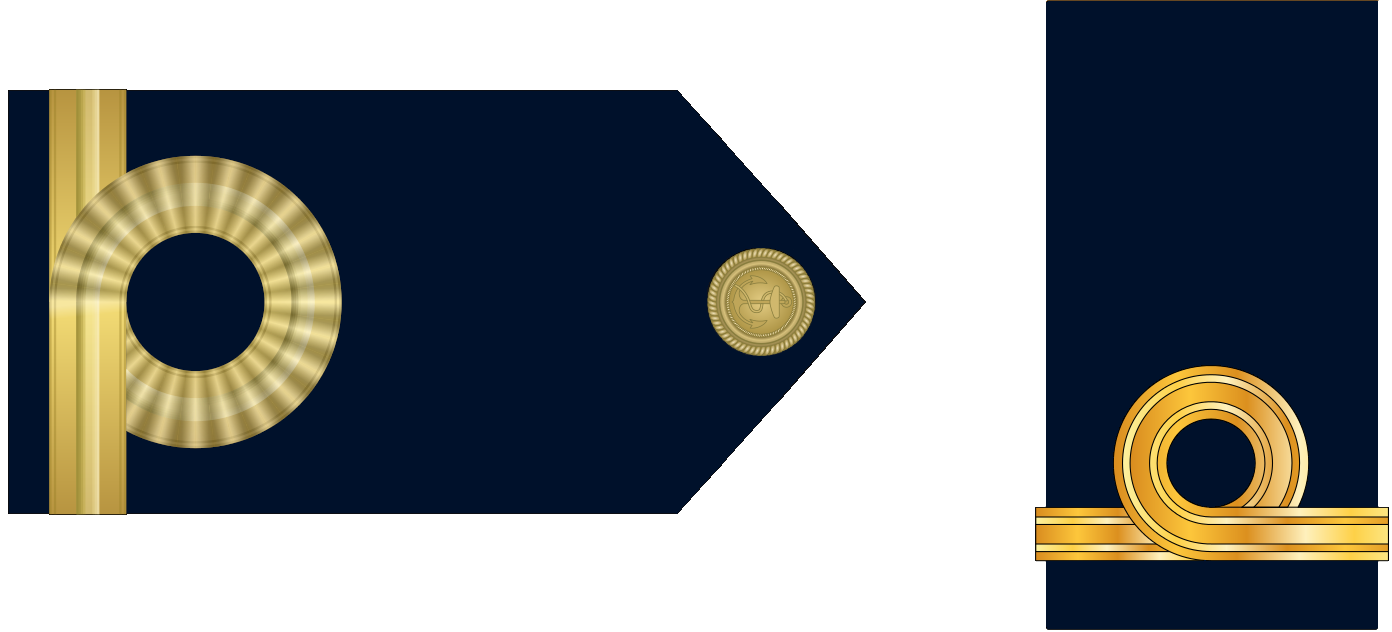
Distintivo di grado di Teniente de Corbeta
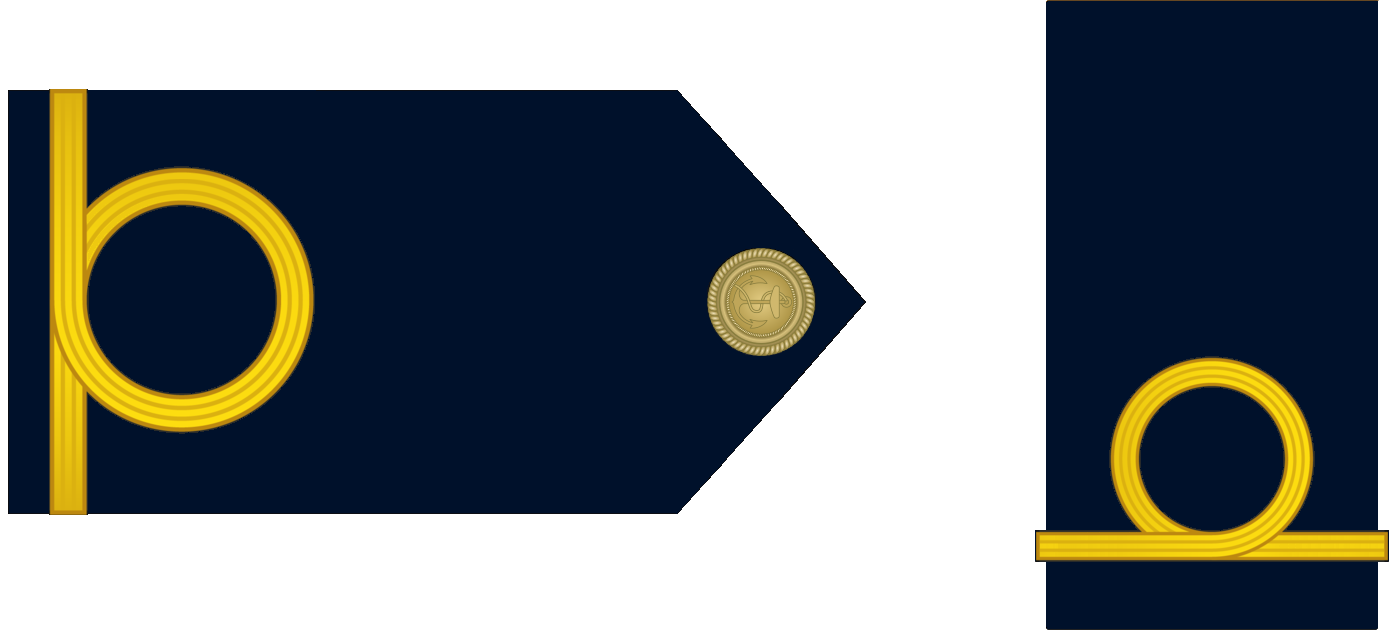
Distintivo di grado di Guardiamarina

Il grado di guardiamarina rientra nella categoria degli ufficiali subalterni, la più bassa nella gerarchia della Armada de la República Argentina. Questo grado è quello che precede quello di tenente di corvetta, che viene conseguito, tradizionalmente, all'uscita dalla Scuola Militare Navale.
Allo stesso modo i Sottufficiali completano il corso CASO (Corso di Promozione da Sottufficiale ad Ufficiale; spagnolo: Curso de Ascenso de Suboficial a Oficial) presso la Scuola Militare Navale, dalla quale escono ufficiali con il grado di Teniente de fragata nei gradi tecnici. I professionisti civili possono scegliere di entrare nel Corpo Professionale come ufficiali (avvocati, medici, ecc.) diplomandosi alla Scuola Navale corso CUINA ("Corso di Integrazione Navale"; spagnolo: Curso de Integración Naval) con il grado di Teniente de fragata.
Il suo equivalente nel resto delle Forze armate argentine è quello di subteniente dell'Esercito e nell'Aeronautica quello di Alférez.

## Impero russo

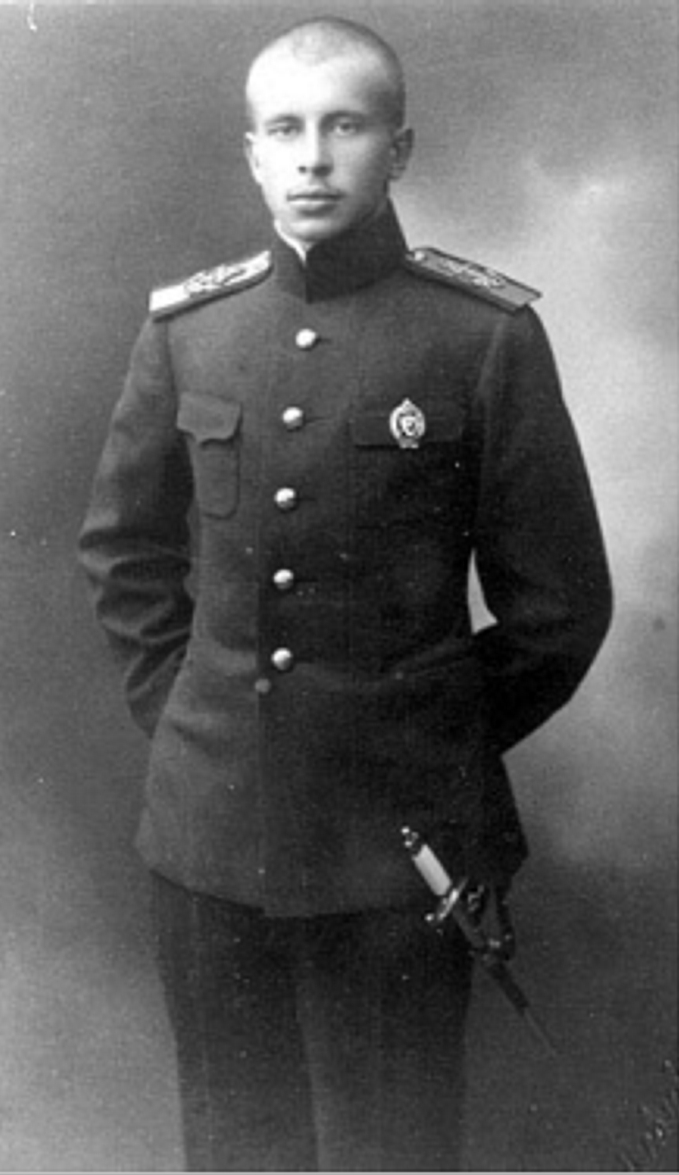
Vladimir Kolčak con la divisa di Korabel'nyj gardemarin nel 1905

Nell'Impero russo il grado di guardiamarina russo: гардемарин; traslitterato: gardemarin) era un grado militare della Marina imperiale esistito tra il 1716 e il 1917, che corrispondeva all'ultimo anno di studio di allievo ufficiale.
Il titolo fu introdotto da Pietro I nel 1716 per essere assegnato ai diplomati dell'Accademia della Guardia Navale che erano arruolati in una compagnia di guardiamarina (dal 1718). Sulle navi i guardiamarina indossavano l'uniforme del Reggimento Preobraženskij. Dopo viaggi di istruzione navale con i ranghi di guardiamarina di 1ª e 2ª classe, venivano promossi a ufficiali.
Nel 1752, i preesistenti istituti di formazione per gli ufficiali vennero aboliti con l'istituzione del Corpo dei Cadetti della Marina a San Pietroburgo con gli allievi ufficiali, che seguivano una formazione triennale, che sin dall'inizio dei corsi venivano chiamati guardiamarina. 
Nel 1860, il titolo di guardiamarina divenne un grado nella flotta imperiale ed equiparato al grado di Praporščik dell'esercito; i guardiamarina indossavano un'uniforme da ufficiale e ricevevano regolare stipendio. 
Il servizio da guardiamarina prevedeva due anni di permanenza nel grado con la condizione di avere svolto due campagne di navigazione, al termine del quale i guardiamarina erano chiamati a sostenere l'esame la nomina a Mičman. Questo ordinamento fu mantenuto fino al 1882, quando il grado di guardiamarina tornò ad essere riservato agli allievi dell'ultima classe del Corpo dei Cadetti della Marina.
Dal 1906, i giovani che si diplomavano al Corpo della Marina o alla Scuola di Ingegneria Navale venivano inviati a bordo delle navi per esercitazioni navali con il grado di guardiamarina navale (russo: Корабельный гардемарин). Dopo un anno di addestramento pratico, i guardiamarina superavano gli esami pratici e venivano promossi a Mičman (podporučik per gli allievi del corso per costruttori navali e meccanici che di diplomavano alla Scuola di Ingegneria Navale). Se il guardiamarina non era in grado di superare gli esami pratici, mostrava scarsa abilità marinara ed era impreparato per il servizio navale, veniva licenziato con il grado di podporučik dell'Ammiragliato o con il grado civile di 10ª classe della tavola dei ranghi.

## Spagna
Nella Armada Española il grado di guardiamarina esiste dal 1717, con la formazione a Cadice della Compagnia reale dei guardiamarina (spagnolo: Real Compañía de Guardias Marinas), quando, dopo la successione al trono spagnolo del Borbone Filippo V, in Spagna si diffuse il sistema francese di istruzione degli ufficiali per coloro che aspirano a diventare ufficiali della Marina ed è assegnato agli allievi del terzo e quarto anno della Scuola Militare Navale. Durante il primo anno nel grado vengono impiegati da aspiranti fino al periodo delle vacanze di Natale, per poi essere impiegati al rientro a partire dal mese di gennaio come guardiamarina.
Durante i primi due anni gli allievi della Scuola Militare Navale sono detti aspiranti (1º e 2º anno); Nei due anni successivi gli allievi raggiungono il grado di “guardiamarina” (1º e 2º anno).
Per entrare come candidato, devi avere la selettività e sostenere un esame di inglese, oltre a superare una visita medica e superare test fisici.
Durante il periodo come guardiamarina viene effettuata la crociera addestrativa di sei mesi a bordo della nave scuola Juan Sebastián Elcano. Attualmente questa crociera viene svolta al 3º anno, anche se in precedenza veniva svolto al 4º anno. Il primo precedente di questa crociera fu il viaggio di circumnavigazione intrapreso nel 1892 dalla corvetta Nautilus al comando del capitano di fregata Fernando Villaamil e inoltre il nome della nave scuola ricorda il navigatore spagnolo che per primo circumnavigò il globo.
Superati i corsi di guardiamarina, al 5º anno, gli allievi vengono promossi al grado di allievo-alfiere di fregata o a quello di allievo-alfiere, quelli della Fanteria di Marina e dopo aver superato questo corso ricevono la nomina di Alférez de fragata o tenente per quelli della fanteria di marina e vengono assegnati alle diverse navi e ai reparti della Marina.
| Codice NATO                       | OF-D                               | OF-D                               | OF-D                           | Allievi ufficiali              | Allievi ufficiali |
| --------------------------------- | ---------------------------------- | ---------------------------------- | ------------------------------ | ------------------------------ | ----------------- |
| Spagna                            |                                    |                                    |                                |                                |                   |
| Alférez de fragata (Alumno de 5º) | Guardiamarina de 2º (Alumno de 4º) | Guardiamarina de 1º (Alumno de 3º) | Aspirante de 2º (Alumno de 2º) | Aspirante de 1º (Alumno de 1º) |                   |
|                                   |                                    |                                    |                                |                                |                   |